# Okręg wyborczy nr 11 do Sejmu Rzeczypospolitej Polskiej
Okręg wyborczy nr 11 do Sejmu Rzeczypospolitej Polskiej obejmuje obszar powiatów kutnowskiego, łaskiego, łęczyckiego, łowickiego, pabianickiego, pajęczańskiego, poddębickiego, sieradzkiego, wieluńskiego, wieruszowskiego, zduńskowolskiego i zgierskiego (województwo łódzkie). W obecnym kształcie został utworzony w 2001. Wybieranych jest w nim 12 posłów w systemie proporcjonalnym.
Siedzibą okręgowej komisji wyborczej jest Sieradz.

## Wyniki wyborów
| Podział 12 mandatów: SLD–UP: 5 Samoobrona: 2 PSL: 2 PO: 1 PiS: 1 LPR: 1 |

| Podział 12 mandatów: SLD: 2 Samoobrona: 3 PSL: 1 PO: 2 PiS: 3 LPR: 1 |

| Podział 11 mandatów: LiD: 1 PSL: 2 PO: 3 PiS: 5 |

| Podział 12 mandatów: SLD: 1 RP: 1 PSL: 1 PO: 4 PiS: 5 |

| Podział 12 mandatów: PSL: 1 K’15: 1 PO: 3 PiS: 7 |

| Podział 12 mandatów: SLD: 1 PSL: 1 KO: 3 PiS: 7 |

| Podział 12 mandatów: NL: 1 TD: 2 KO: 3 PiS: 6 |

## Reprezentanci okręgu
| Sejm | Rok  | Poseł KW         | Poseł KW         | Poseł KW                         | Poseł KW                             | Poseł KW        | Poseł KW                  | Poseł KW              | Poseł KW                               | Poseł KW                       | Poseł KW                                          | Poseł KW                      | Poseł KW                 | Poseł KW       | Poseł KW              | Poseł KW           | Poseł KW        | Poseł KW        | Poseł KW        | Poseł KW | Poseł KW         | Poseł KW | Poseł KW         | Poseł KW | Poseł KW     |
| ---- | ---- | ---------------- | ---------------- | -------------------------------- | ------------------------------------ | --------------- | ------------------------- | --------------------- | -------------------------------------- | ------------------------------ | ------------------------------------------------- | ----------------------------- | ------------------------ | -------------- | --------------------- | ------------------ | --------------- | --------------- | --------------- | -------- | ---------------- | -------- | ---------------- | -------- | ------------ |
| IV   | 2001 |                  | A. Pęczak SLD–UP |                                  | I. Nowacka SLD–UP                    |                 | M. Kaczmarek SLD–UP       |                       | W. Olejniczak SLD–UP (2001) SLD (2005) |                                | A. Błochowiak SLD–UP (2001) SLD (2005) LiD (2007) |                               | R. Rochnowska Samoobrona |                | W. Borczyk Samoobrona |                    | K. Grabicka LPR |                 | W. Zarzycki PSL |          | P. Krzywicki PiS |          | C. Grabarczyk PO |          | T. Gajda PSL |
| V    | 2005 |                  | P. Zalewski PiS  |                                  | G. Tyszko Samoobrona                 |                 | A. Biernat PO             | M. Wojtera Samoobrona | W. Olejniczak SLD–UP (2001) SLD (2005) | E. Kiedos Samoobrona           | A. Błochowiak SLD–UP (2001) SLD (2005) LiD (2007) | D. Pawłowiec LPR              | M. Łuczak PSL            | T. Woźniak PiS |                       | M. Matuszewski PiS |                 |                 |                 |          |                  |          | C. Grabarczyk PO |          |              |
| VI   | 2007 |                  | P. Zalewski PiS  | A. Hanajczyk PO (2007) KO (2019) |                                      | S. Olas PSL     | A. Biernat PO             |                       |                                        | C. Tomczyk PO (2007) KO (2019) | A. Błochowiak SLD–UP (2001) SLD (2005) LiD (2007) |                               | M. Łuczak PSL            | T. Woźniak PiS | P. Polak PiS          | M. Matuszewski PiS |                 | K. Grabicka PiS | A. Dunin PO     |          |                  |          |                  |          |              |
| VI   | 2009 | W. Zarzycki PiS  |                  | A. Hanajczyk PO (2007) KO (2019) |                                      | S. Olas PSL     | A. Biernat PO             |                       |                                        | C. Tomczyk PO (2007) KO (2019) | A. Błochowiak SLD–UP (2001) SLD (2005) LiD (2007) |                               | M. Łuczak PSL            | T. Woźniak PiS | P. Polak PiS          | M. Matuszewski PiS |                 | K. Grabicka PiS | A. Dunin PO     |          |                  |          |                  |          |              |
| VII  | 2011 | G. Schreiber PiS |                  | A. Hanajczyk PO (2007) KO (2019) | M. Pacholski RP                      |                 | A. Biernat PO             | C. Olejniczak SLD     | M. Mastalerek PiS                      | C. Tomczyk PO (2007) KO (2019) |                                                   |                               | M. Łuczak PSL            | T. Woźniak PiS | P. Polak PiS          | M. Matuszewski PiS |                 |                 | A. Dunin PO     |          |                  |          |                  |          |              |
| VII  | 2015 | G. Schreiber PiS | E. Nawrocka PSL  | A. Hanajczyk PO (2007) KO (2019) | M. Pacholski RP                      |                 | A. Biernat PO             | C. Olejniczak SLD     | M. Mastalerek PiS                      | C. Tomczyk PO (2007) KO (2019) |                                                   |                               |                          | T. Woźniak PiS | P. Polak PiS          | M. Matuszewski PiS |                 |                 | A. Dunin PO     |          |                  |          |                  |          |              |
| VIII | 2015 | G. Schreiber PiS |                  | A. Hanajczyk PO (2007) KO (2019) | T. Rzymkowski K’15 (2015) PiS (2019) |                 | B. Mateusiak-Pielucha PiS |                       | W. Waszczykowski PiS                   | C. Tomczyk PO (2007) KO (2019) | Ł. Rzepecki PiS                                   | P. Bejda PSL (2015) TD (2023) |                          | T. Woźniak PiS | P. Polak PiS          | M. Matuszewski PiS |                 |                 | A. Dunin PO     |          |                  |          |                  |          |              |
| VIII | 2018 | P. Rychlik PiS   |                  | A. Hanajczyk PO (2007) KO (2019) | T. Rzymkowski K’15 (2015) PiS (2019) |                 | B. Mateusiak-Pielucha PiS |                       | W. Waszczykowski PiS                   | C. Tomczyk PO (2007) KO (2019) | Ł. Rzepecki PiS                                   | P. Bejda PSL (2015) TD (2023) |                          | T. Woźniak PiS | P. Polak PiS          | M. Matuszewski PiS |                 |                 | A. Dunin PO     |          |                  |          |                  |          |              |
| VIII | 2019 | P. Rychlik PiS   | K. Ciebiada PiS  | A. Hanajczyk PO (2007) KO (2019) | T. Rzymkowski K’15 (2015) PiS (2019) |                 | B. Mateusiak-Pielucha PiS |                       |                                        | C. Tomczyk PO (2007) KO (2019) | Ł. Rzepecki PiS                                   | P. Bejda PSL (2015) TD (2023) |                          | T. Woźniak PiS | P. Polak PiS          | M. Matuszewski PiS |                 |                 | A. Dunin PO     |          |                  |          |                  |          |              |
| IX   | 2019 | P. Rychlik PiS   |                  | A. Hanajczyk PO (2007) KO (2019) | T. Rzymkowski K’15 (2015) PiS (2019) |                 | B. Mateusiak-Pielucha PiS |                       | P. Matysiak SLD (2019) NL (2023)       | C. Tomczyk PO (2007) KO (2019) |                                                   | P. Bejda PSL (2015) TD (2023) | J. Lichocka PiS          | T. Woźniak PiS | P. Polak PiS          | M. Matuszewski PiS |                 | D. Joński KO    |                 |          |                  |          |                  |          |              |
| X    | 2023 | P. Rychlik PiS   |                  | A. Hanajczyk PO (2007) KO (2019) | J. Zięba-Gzik TD                     | M. Przydacz PiS |                           |                       | P. Matysiak SLD (2019) NL (2023)       | C. Tomczyk PO (2007) KO (2019) | K. Habura KO                                      | P. Bejda PSL (2015) TD (2023) | J. Lichocka PiS          | T. Woźniak PiS | P. Polak PiS          | M. Matuszewski PiS |                 |                 |                 |          |                  |          |                  |          |              |

### Wybory parlamentarne 2001
| Komitet wyborczy                                      | Komitet wyborczy                              | Głosów  | %     | Mandaty | Wybrani posłowie                                                                       |
| ----------------------------------------------------- | --------------------------------------------- | ------- | ----- | ------- | -------------------------------------------------------------------------------------- |
|                                                       | KKW Sojusz Lewicy Demokratycznej – Unia Pracy | 139 616 | 41,05 | 5       | Andrzej Pęczak, Irena Nowacka, Michał Kaczmarek, Wojciech Olejniczak, Anita Błochowiak |
|                                                       | Samoobrona Rzeczpospolitej Polskiej           | 60 404  | 17,76 | 2       | Renata Rochnowska, Waldemar Borczyk                                                    |
|                                                       | Polskie Stronnictwo Ludowe                    | 47 176  | 13,87 | 2       | Wojciech Zarzycki, Tadeusz Gajda                                                       |
|                                                       | KWW Platforma Obywatelska                     | 26 667  | 7,84  | 1       | Cezary Grabarczyk                                                                      |
|                                                       | Liga Polskich Rodzin                          | 25 532  | 7,51  | 1       | Krystyna Grabicka                                                                      |
|                                                       | Prawo i Sprawiedliwość                        | 19 617  | 5,77  | 1       | Piotr Krzywicki                                                                        |
|                                                       | KKW Akcja Wyborcza Solidarność Prawicy        | 13 110  | 3,85  | –       |                                                                                        |
|                                                       | Unia Wolności                                 | 5413    | 1,59  | –       |                                                                                        |
|                                                       | Alternatywa Ruch Społeczny                    | 1434    | 0,42  | –       |                                                                                        |
|                                                       | Polska Partia Socjalistyczna                  | 1130    | 0,33  | –       |                                                                                        |
| Frekwencja: 46,17% Źródło: Państwowa Komisja Wyborcza |                                               |         |       |         |                                                                                        |

Poniższa tabela przedstawia podział mandatów dla komitetów wyborczych na podstawie uzyskanych głosów, a następnie obliczonych ilorazów wyborczych na podstawie zmodyfikowanej metody Sainte-Laguë.
| Podział mandatów dla komitetów wyborczych na podstawie zmodyfikowanej metody Sainte-Laguë | Podział mandatów dla komitetów wyborczych na podstawie zmodyfikowanej metody Sainte-Laguë | Podział mandatów dla komitetów wyborczych na podstawie zmodyfikowanej metody Sainte-Laguë | Podział mandatów dla komitetów wyborczych na podstawie zmodyfikowanej metody Sainte-Laguë | Podział mandatów dla komitetów wyborczych na podstawie zmodyfikowanej metody Sainte-Laguë | Podział mandatów dla komitetów wyborczych na podstawie zmodyfikowanej metody Sainte-Laguë | Podział mandatów dla komitetów wyborczych na podstawie zmodyfikowanej metody Sainte-Laguë | Podział mandatów dla komitetów wyborczych na podstawie zmodyfikowanej metody Sainte-Laguë | Podział mandatów dla komitetów wyborczych na podstawie zmodyfikowanej metody Sainte-Laguë | Podział mandatów dla komitetów wyborczych na podstawie zmodyfikowanej metody Sainte-Laguë | Podział mandatów dla komitetów wyborczych na podstawie zmodyfikowanej metody Sainte-Laguë | Podział mandatów dla komitetów wyborczych na podstawie zmodyfikowanej metody Sainte-Laguë | Podział mandatów dla komitetów wyborczych na podstawie zmodyfikowanej metody Sainte-Laguë | Podział mandatów dla komitetów wyborczych na podstawie zmodyfikowanej metody Sainte-Laguë |
| Komitet wyborczy                                                                          | Komitet wyborczy                                                                          | Liczba głosów                                                                             | Iloraz wyborczy                                                                           | Iloraz wyborczy                                                                           | Iloraz wyborczy                                                                           | Iloraz wyborczy                                                                           | Iloraz wyborczy                                                                           | Iloraz wyborczy                                                                           | Iloraz wyborczy                                                                           | Iloraz wyborczy                                                                           | Mandaty                                                                                   | TP                                                                                        |                                                                                           |
| Komitet wyborczy                                                                          | Komitet wyborczy                                                                          | Liczba głosów                                                                             | /1,4                                                                                      | /3                                                                                        | /5                                                                                        | /7                                                                                        | /9                                                                                        | /11                                                                                       | ...                                                                                       | /23                                                                                       | Mandaty                                                                                   | TP                                                                                        |                                                                                           |
| ----------------------------------------------------------------------------------------- | ----------------------------------------------------------------------------------------- | ----------------------------------------------------------------------------------------- | ----------------------------------------------------------------------------------------- | ----------------------------------------------------------------------------------------- | ----------------------------------------------------------------------------------------- | ----------------------------------------------------------------------------------------- | ----------------------------------------------------------------------------------------- | ----------------------------------------------------------------------------------------- | ----------------------------------------------------------------------------------------- | ----------------------------------------------------------------------------------------- | ----------------------------------------------------------------------------------------- | ----------------------------------------------------------------------------------------- | ----------------------------------------------------------------------------------------- |
|                                                                                           | KKW Sojusz Lewicy Demokratycznej – Unia Pracy                                             | 139 616                                                                                   | 99 726                                                                                    | 46 539                                                                                    | 27 923                                                                                    | 19 945                                                                                    | 15 513                                                                                    | 11 692                                                                                    | ...                                                                                       | 6070                                                                                      | 5                                                                                         | 5,25                                                                                      |                                                                                           |
|                                                                                           | Samoobrona Rzeczpospolitej Polskiej                                                       | 60 404                                                                                    | 43 146                                                                                    | 20 135                                                                                    | 12 081                                                                                    | 8629                                                                                      | 6712                                                                                      | 5491                                                                                      | ...                                                                                       | 2626                                                                                      | 2                                                                                         | 2,27                                                                                      |                                                                                           |
|                                                                                           | Polskie Stronnictwo Ludowe                                                                | 47 176                                                                                    | 33 697                                                                                    | 15 725                                                                                    | 9435                                                                                      | 6739                                                                                      | 5242                                                                                      | 4289                                                                                      | ...                                                                                       | 2051                                                                                      | 2                                                                                         | 1,77                                                                                      |                                                                                           |
|                                                                                           | KWW Platforma Obywatelska                                                                 | 26 667                                                                                    | 19 048                                                                                    | 8889                                                                                      | 5333                                                                                      | 3810                                                                                      | 2963                                                                                      | 2424                                                                                      | ...                                                                                       | 1159                                                                                      | 1                                                                                         | 1,00                                                                                      |                                                                                           |
|                                                                                           | Liga Polskich Rodzin                                                                      | 25 532                                                                                    | 18 237                                                                                    | 8511                                                                                      | 5106                                                                                      | 3647                                                                                      | 2837                                                                                      | 2321                                                                                      | ...                                                                                       | 1110                                                                                      | 1                                                                                         | 0,96                                                                                      |                                                                                           |
|                                                                                           | Prawo i Sprawiedliwość                                                                    | 19 617                                                                                    | 14 012                                                                                    | 6539                                                                                      | 3923                                                                                      | 2802                                                                                      | 2180                                                                                      | 1783                                                                                      | ...                                                                                       | 853                                                                                       | 1                                                                                         | 0,74                                                                                      |                                                                                           |
| Ogółem                                                                                    | Ogółem                                                                                    | 319 012                                                                                   | —                                                                                         | —                                                                                         | —                                                                                         | —                                                                                         | —                                                                                         | —                                                                                         | —                                                                                         | —                                                                                         | 12                                                                                        | 12                                                                                        |                                                                                           |

### Wybory parlamentarne 2005
| Komitet wyborczy                                      | Komitet wyborczy                        | Głosów | %     | Mandaty | Wybrani posłowie                                   |
| ----------------------------------------------------- | --------------------------------------- | ------ | ----- | ------- | -------------------------------------------------- |
|                                                       | Samoobrona Rzeczpospolitej Polskiej     | 62 787 | 21,87 | 3       | Grażyna Tyszko, Marek Wojtera, Edward Kiedos       |
|                                                       | Prawo i Sprawiedliwość                  | 61 376 | 21,38 | 3       | Paweł Zalewski, Tadeusz Woźniak, Marek Matuszewski |
|                                                       | Platforma Obywatelska RP                | 43 168 | 15,04 | 2       | Cezary Grabarczyk, Andrzej Biernat                 |
|                                                       | Sojusz Lewicy Demokratycznej            | 42 646 | 14,86 | 2       | Wojciech Olejniczak, Anita Błochowiak              |
|                                                       | Polskie Stronnictwo Ludowe              | 35 061 | 12,21 | 1       | Mieczysław Łuczak                                  |
|                                                       | Liga Polskich Rodzin                    | 19 062 | 6,64  | 1       | Daniel Pawłowiec                                   |
|                                                       | Socjaldemokracja Polska                 | 7526   | 2,62  | –       |                                                    |
|                                                       | Partia Demokratyczna – demokraci.pl     | 4693   | 1,63  | –       |                                                    |
|                                                       | Ruch Patriotyczny                       | 4486   | 1,56  | –       |                                                    |
|                                                       | Polska Partia Pracy                     | 2387   | 0,83  | –       |                                                    |
|                                                       | Inicjatywa RP                           | 1801   | 0,63  | –       |                                                    |
|                                                       | Polska Partia Narodowa                  | 1189   | 0,41  | –       |                                                    |
|                                                       | KWW – Ogólnopolska Koalicja Obywatelska | 874    | 0,30  | –       |                                                    |
| Frekwencja: 38,10% Źródło: Państwowa Komisja Wyborcza |                                         |        |       |         |                                                    |

Poniższa tabela przedstawia podział mandatów dla komitetów wyborczych na podstawie uzyskanych głosów, a następnie obliczonych ilorazów wyborczych na podstawie metody D’Hondta.
| Podział mandatów dla komitetów wyborczych na podstawie metody D’Hondta | Podział mandatów dla komitetów wyborczych na podstawie metody D’Hondta | Podział mandatów dla komitetów wyborczych na podstawie metody D’Hondta | Podział mandatów dla komitetów wyborczych na podstawie metody D’Hondta | Podział mandatów dla komitetów wyborczych na podstawie metody D’Hondta | Podział mandatów dla komitetów wyborczych na podstawie metody D’Hondta | Podział mandatów dla komitetów wyborczych na podstawie metody D’Hondta | Podział mandatów dla komitetów wyborczych na podstawie metody D’Hondta | Podział mandatów dla komitetów wyborczych na podstawie metody D’Hondta | Podział mandatów dla komitetów wyborczych na podstawie metody D’Hondta | Podział mandatów dla komitetów wyborczych na podstawie metody D’Hondta |
| Komitet wyborczy                                                       | Komitet wyborczy                                                       | Liczba głosów                                                          | Iloraz wyborczy                                                        | Iloraz wyborczy                                                        | Iloraz wyborczy                                                        | Iloraz wyborczy                                                        | Iloraz wyborczy                                                        | Iloraz wyborczy                                                        | Mandaty                                                                | TP                                                                     |
| Komitet wyborczy                                                       | Komitet wyborczy                                                       | Liczba głosów                                                          | /1                                                                     | /2                                                                     | /3                                                                     | /4                                                                     | ...                                                                    | /12                                                                    | Mandaty                                                                | TP                                                                     |
| ---------------------------------------------------------------------- | ---------------------------------------------------------------------- | ---------------------------------------------------------------------- | ---------------------------------------------------------------------- | ---------------------------------------------------------------------- | ---------------------------------------------------------------------- | ---------------------------------------------------------------------- | ---------------------------------------------------------------------- | ---------------------------------------------------------------------- | ---------------------------------------------------------------------- | ---------------------------------------------------------------------- |
|                                                                        | Samoobrona Rzeczpospolitej Polskiej                                    | 62 787                                                                 | 62 787                                                                 | 31 394                                                                 | 20 929                                                                 | 15 697                                                                 | ...                                                                    | 5232                                                                   | 3                                                                      | 2,85                                                                   |
|                                                                        | Prawo i Sprawiedliwość                                                 | 61 376                                                                 | 61 376                                                                 | 30 688                                                                 | 20 459                                                                 | 15 344                                                                 | ...                                                                    | 5115                                                                   | 3                                                                      | 2,79                                                                   |
|                                                                        | Platforma Obywatelska RP                                               | 43 168                                                                 | 43 168                                                                 | 21 584                                                                 | 14 389                                                                 | 10 792                                                                 | ...                                                                    | 3597                                                                   | 2                                                                      | 1,96                                                                   |
|                                                                        | Sojusz Lewicy Demokratycznej                                           | 42 646                                                                 | 42 646                                                                 | 21 323                                                                 | 14 215                                                                 | 10 662                                                                 | ...                                                                    | 3554                                                                   | 2                                                                      | 1,94                                                                   |
|                                                                        | Polskie Stronnictwo Ludowe                                             | 35 061                                                                 | 35 061                                                                 | 17 531                                                                 | 11 687                                                                 | 8765                                                                   | ...                                                                    | 2922                                                                   | 1                                                                      | 1,59                                                                   |
|                                                                        | Liga Polskich Rodzin                                                   | 19 062                                                                 | 19 062                                                                 | 9531                                                                   | 6354                                                                   | 4766                                                                   | ...                                                                    | 1589                                                                   | 1                                                                      | 0,87                                                                   |
| Ogółem                                                                 | Ogółem                                                                 | 264 100                                                                | —                                                                      | —                                                                      | —                                                                      | —                                                                      | —                                                                      | —                                                                      | 12                                                                     | 12                                                                     |

### Wybory parlamentarne 2007
| Komitet wyborczy                                      | Komitet wyborczy                      | Głosów  | %     | Mandaty | Wybrani posłowie                                                                                      |
| ----------------------------------------------------- | ------------------------------------- | ------- | ----- | ------- | --- |
|                                                       | Prawo i Sprawiedliwość                | 134 384 | 35,14 | 5       | Paweł Zalewski, Tadeusz Woźniak, Marek Matuszewski, Krystyna Grabicka, Piotr Polak, Wojciech Zarzycki |
|                                                       | Platforma Obywatelska RP              | 116 485 | 30,46 | 4       | Andrzej Biernat, Agnieszka Hanajczyk, Cezary Tomczyk, Artur Dunin                                     |
|                                                       | Polskie Stronnictwo Ludowe            | 53 730  | 14,05 | 2       | Mieczysław Łuczak, Stanisław Olas                                                                     |
|                                                       | KKW Lewica i Demokraci SLD+SDPL+PD+UP | 53 639  | 14,03 | 1       | Anita Błochowiak                                                                                      |
|                                                       | Samoobrona Rzeczpospolitej Polskiej   | 10 351  | 2,71  | –       | |
|                                                       | Partia Kobiet                         | 5579    | 1,46  | –       | |
|                                                       | Liga Polskich Rodzin                  | 4683    | 1,22  | –       | |
|                                                       | Polska Partia Pracy                   | 3536    | 0,92  | –       | |
| Frekwencja: 49,46% Źródło: Państwowa Komisja Wyborcza |                                       |         |       |         | |

Poniższa tabela przedstawia podział mandatów dla komitetów wyborczych na podstawie uzyskanych głosów, a następnie obliczonych ilorazów wyborczych na podstawie metody D’Hondta.
| Podział mandatów dla komitetów wyborczych na podstawie metody D’Hondta | Podział mandatów dla komitetów wyborczych na podstawie metody D’Hondta | Podział mandatów dla komitetów wyborczych na podstawie metody D’Hondta | Podział mandatów dla komitetów wyborczych na podstawie metody D’Hondta | Podział mandatów dla komitetów wyborczych na podstawie metody D’Hondta | Podział mandatów dla komitetów wyborczych na podstawie metody D’Hondta | Podział mandatów dla komitetów wyborczych na podstawie metody D’Hondta | Podział mandatów dla komitetów wyborczych na podstawie metody D’Hondta | Podział mandatów dla komitetów wyborczych na podstawie metody D’Hondta | Podział mandatów dla komitetów wyborczych na podstawie metody D’Hondta | Podział mandatów dla komitetów wyborczych na podstawie metody D’Hondta | Podział mandatów dla komitetów wyborczych na podstawie metody D’Hondta | Podział mandatów dla komitetów wyborczych na podstawie metody D’Hondta |
| Komitet wyborczy                                                       | Komitet wyborczy                                                       | Liczba głosów                                                          | Iloraz wyborczy                                                        | Iloraz wyborczy                                                        | Iloraz wyborczy                                                        | Iloraz wyborczy                                                        | Iloraz wyborczy                                                        | Iloraz wyborczy                                                        | Iloraz wyborczy                                                        | Iloraz wyborczy                                                        | Mandaty                                                                | TP                                                                     |
| Komitet wyborczy                                                       | Komitet wyborczy                                                       | Liczba głosów                                                          | /1                                                                     | /2                                                                     | /3                                                                     | /4                                                                     | /5                                                                     | /6                                                                     | ...                                                                    | /12                                                                    | Mandaty                                                                | TP                                                                     |
| ---------------------------------------------------------------------- | ---------------------------------------------------------------------- | ---------------------------------------------------------------------- | ---------------------------------------------------------------------- | ---------------------------------------------------------------------- | ---------------------------------------------------------------------- | ---------------------------------------------------------------------- | ---------------------------------------------------------------------- | ---------------------------------------------------------------------- | ---------------------------------------------------------------------- | ---------------------------------------------------------------------- | ---------------------------------------------------------------------- | ---------------------------------------------------------------------- |
|                                                                        | Prawo i Sprawiedliwość                                                 | 134 384                                                                | 134 384                                                                | 67 192                                                                 | 44 795                                                                 | 33 596                                                                 | 26 877                                                                 | 22 397                                                                 | ...                                                                    | 11 199                                                                 | 5                                                                      | 4,50                                                                   |
|                                                                        | Platforma Obywatelska RP                                               | 116 485                                                                | 116 485                                                                | 58 243                                                                 | 38 828                                                                 | 29 121                                                                 | 23 297                                                                 | 19 414                                                                 | ...                                                                    | 9707                                                                   | 4                                                                      | 3,90                                                                   |
|                                                                        | Polskie Stronnictwo Ludowe                                             | 53 730                                                                 | 53 730                                                                 | 26 865                                                                 | 17 910                                                                 | 13 433                                                                 | 10 746                                                                 | 8955                                                                   | ...                                                                    | 4478                                                                   | 2                                                                      | 1,80                                                                   |
|                                                                        | KKW Lewica i Demokraci SLD+SDPL+PD+UP                                  | 53 639                                                                 | 53 639                                                                 | 26 820                                                                 | 17 880                                                                 | 13 410                                                                 | 10 728                                                                 | 8939                                                                   | ...                                                                    | 4470                                                                   | 1                                                                      | 1,80                                                                   |
| Ogółem                                                                 | Ogółem                                                                 | 358 238                                                                | —                                                                      | —                                                                      | —                                                                      | —                                                                      | —                                                                      | —                                                                      | —                                                                      | —                                                                      | 12                                                                     | 12                                                                     |

### Wybory parlamentarne 2011
| Komitet wyborczy                                      | Komitet wyborczy                              | Głosów  | %     | Mandaty | Wybrani posłowie                                                                       |
| ----------------------------------------------------- | --------------------------------------------- | ------- | ----- | ------- | -------------------------------------------------------------------------------------- |
|                                                       | Prawo i Sprawiedliwość                        | 109 205 | 32,13 | 5       | Grzegorz Schreiber, Marek Matuszewski, Piotr Polak, Tadeusz Woźniak, Marcin Mastalerek |
|                                                       | Platforma Obywatelska RP                      | 106 601 | 31,36 | 4       | Andrzej Biernat, Agnieszka Hanajczyk, Cezary Tomczyk, Artur Dunin                      |
|                                                       | Polskie Stronnictwo Ludowe                    | 42 671  | 12,55 | 1       | Mieczysław Łuczak, Elżbieta Nawrocka                                                   |
|                                                       | Ruch Palikota                                 | 35 623  | 10,48 | 1       | Michał Pacholski                                                                       |
|                                                       | Sojusz Lewicy Demokratycznej                  | 29 933  | 8,81  | 1       | Cezary Olejniczak                                                                      |
|                                                       | Polska Jest Najważniejsza                     | 5866    | 1,73  | –       |                                                                                        |
|                                                       | Nowa Prawica – Janusza Korwin-Mikke           | 5713    | 1,68  | –       |                                                                                        |
|                                                       | Polska Partia Pracy – Sierpień 80             | 1924    | 0,57  | –       |                                                                                        |
|                                                       | Nasz Dom Polska – Samoobrona Andrzeja Leppera | 1388    | 0,41  | –       |                                                                                        |
|                                                       | Prawica                                       | 976     | 0,29  | –       |                                                                                        |
| Frekwencja: 45,31% Źródło: Państwowa Komisja Wyborcza |                                               |         |       |         |                                                                                        |

Poniższa tabela przedstawia podział mandatów dla komitetów wyborczych na podstawie uzyskanych głosów, a następnie obliczonych ilorazów wyborczych na podstawie metody D’Hondta.
| Podział mandatów dla komitetów wyborczych na podstawie metody D’Hondta | Podział mandatów dla komitetów wyborczych na podstawie metody D’Hondta | Podział mandatów dla komitetów wyborczych na podstawie metody D’Hondta | Podział mandatów dla komitetów wyborczych na podstawie metody D’Hondta | Podział mandatów dla komitetów wyborczych na podstawie metody D’Hondta | Podział mandatów dla komitetów wyborczych na podstawie metody D’Hondta | Podział mandatów dla komitetów wyborczych na podstawie metody D’Hondta | Podział mandatów dla komitetów wyborczych na podstawie metody D’Hondta | Podział mandatów dla komitetów wyborczych na podstawie metody D’Hondta | Podział mandatów dla komitetów wyborczych na podstawie metody D’Hondta | Podział mandatów dla komitetów wyborczych na podstawie metody D’Hondta | Podział mandatów dla komitetów wyborczych na podstawie metody D’Hondta | Podział mandatów dla komitetów wyborczych na podstawie metody D’Hondta |
| Komitet wyborczy                                                       | Komitet wyborczy                                                       | Liczba głosów                                                          | Iloraz wyborczy                                                        | Iloraz wyborczy                                                        | Iloraz wyborczy                                                        | Iloraz wyborczy                                                        | Iloraz wyborczy                                                        | Iloraz wyborczy                                                        | Iloraz wyborczy                                                        | Iloraz wyborczy                                                        | Mandaty                                                                | TP                                                                     |
| Komitet wyborczy                                                       | Komitet wyborczy                                                       | Liczba głosów                                                          | /1                                                                     | /2                                                                     | /3                                                                     | /4                                                                     | /5                                                                     | /6                                                                     | ...                                                                    | /12                                                                    | Mandaty                                                                | TP                                                                     |
| ---------------------------------------------------------------------- | ---------------------------------------------------------------------- | ---------------------------------------------------------------------- | ---------------------------------------------------------------------- | ---------------------------------------------------------------------- | ---------------------------------------------------------------------- | ---------------------------------------------------------------------- | ---------------------------------------------------------------------- | ---------------------------------------------------------------------- | ---------------------------------------------------------------------- | ---------------------------------------------------------------------- | ---------------------------------------------------------------------- | ---------------------------------------------------------------------- |
|                                                                        | Prawo i Sprawiedliwość                                                 | 109 205                                                                | 109 205                                                                | 54 603                                                                 | 36 402                                                                 | 27 301                                                                 | 21 841                                                                 | 18 201                                                                 | ...                                                                    | 9100                                                                   | 5                                                                      | 4,04                                                                   |
|                                                                        | Platforma Obywatelska RP                                               | 106 601                                                                | 106 601                                                                | 53 301                                                                 | 35 534                                                                 | 26 650                                                                 | 21 320                                                                 | 17 767                                                                 | ...                                                                    | 8883                                                                   | 4                                                                      | 3,95                                                                   |
|                                                                        | Polskie Stronnictwo Ludowe                                             | 42 671                                                                 | 42 671                                                                 | 21 336                                                                 | 14 224                                                                 | 10 668                                                                 | 8534                                                                   | 7112                                                                   | ...                                                                    | 3556                                                                   | 1                                                                      | 1,58                                                                   |
|                                                                        | Ruch Palikota                                                          | 35 623                                                                 | 35 623                                                                 | 17 812                                                                 | 11 874                                                                 | 8906                                                                   | 7125                                                                   | 5937                                                                   | ...                                                                    | 2969                                                                   | 1                                                                      | 1,32                                                                   |
|                                                                        | Sojusz Lewicy Demokratycznej                                           | 29 933                                                                 | 29 933                                                                 | 14 967                                                                 | 9978                                                                   | 7483                                                                   | 5987                                                                   | 4989                                                                   | ...                                                                    | 2494                                                                   | 1                                                                      | 1,11                                                                   |
| Ogółem                                                                 | Ogółem                                                                 | 324 033                                                                | —                                                                      | —                                                                      | —                                                                      | —                                                                      | —                                                                      | —                                                                      | —                                                                      | —                                                                      | 12                                                                     | 12                                                                     |

### Wybory parlamentarne 2015
| Komitet wyborczy                                      | Komitet wyborczy                             | Głosów  | %     | Mandaty | Wybrani posłowie |
| ----------------------------------------------------- | -------------------------------------------- | ------- | ----- | ------- | --- |
|                                                       | Prawo i Sprawiedliwość                       | 147 623 | 39,93 | 7       | Witold Waszczykowski, Piotr Polak, Grzegorz Schreiber, Marek Matuszewski, Beata Mateusiak-Pielucha, Tadeusz Woźniak, Łukasz Rzepecki, Paweł Rychlik, Krzysztof Ciebiada |
|                                                       | Platforma Obywatelska RP                     | 78 314  | 21,18 | 3       | Cezary Tomczyk, Agnieszka Hanajczyk, Artur Dunin |
|                                                       | KWW Kukiz’15                                 | 32 973  | 8,92  | 1       | Tomasz Rzymkowski |
|                                                       | KKW Zjednoczona Lewica SLD+TR+PPS+UP+Zieloni | 30 256  | 8,18  | –       | |
|                                                       | Polskie Stronnictwo Ludowe                   | 29 044  | 7,86  | 1       | Paweł Bejda |
|                                                       | Nowoczesna Ryszarda Petru                    | 19 681  | 5,32  | –       | |
|                                                       | KORWiN                                       | 15 171  | 4,10  | –       | |
|                                                       | Partia Razem                                 | 13 077  | 3,54  | –       | |
|                                                       | KWW Zbigniewa Stonogi                        | 1905    | 0,52  | –       | |
|                                                       | KWW Grzegorza Brauna „Szczęść Boże!”         | 989     | 0,27  | –       | |
|                                                       | Samoobrona                                   | 712     | 0,19  | –       | |
| Frekwencja: 48,47% Źródło: Państwowa Komisja Wyborcza |                                              |         |       |         | |

Poniższa tabela przedstawia podział mandatów dla komitetów wyborczych na podstawie uzyskanych głosów, a następnie obliczonych ilorazów wyborczych na podstawie metody D’Hondta.
| Podział mandatów dla komitetów wyborczych na podstawie metody D’Hondta | Podział mandatów dla komitetów wyborczych na podstawie metody D’Hondta | Podział mandatów dla komitetów wyborczych na podstawie metody D’Hondta | Podział mandatów dla komitetów wyborczych na podstawie metody D’Hondta | Podział mandatów dla komitetów wyborczych na podstawie metody D’Hondta | Podział mandatów dla komitetów wyborczych na podstawie metody D’Hondta | Podział mandatów dla komitetów wyborczych na podstawie metody D’Hondta | Podział mandatów dla komitetów wyborczych na podstawie metody D’Hondta | Podział mandatów dla komitetów wyborczych na podstawie metody D’Hondta | Podział mandatów dla komitetów wyborczych na podstawie metody D’Hondta | Podział mandatów dla komitetów wyborczych na podstawie metody D’Hondta | Podział mandatów dla komitetów wyborczych na podstawie metody D’Hondta | Podział mandatów dla komitetów wyborczych na podstawie metody D’Hondta | Podział mandatów dla komitetów wyborczych na podstawie metody D’Hondta | Podział mandatów dla komitetów wyborczych na podstawie metody D’Hondta |
| Komitet wyborczy                                                       | Komitet wyborczy                                                       | Liczba głosów                                                          | Iloraz wyborczy                                                        | Iloraz wyborczy                                                        | Iloraz wyborczy                                                        | Iloraz wyborczy                                                        | Iloraz wyborczy                                                        | Iloraz wyborczy                                                        | Iloraz wyborczy                                                        | Iloraz wyborczy                                                        | Iloraz wyborczy                                                        | Iloraz wyborczy                                                        | Mandaty                                                                | TP                                                                     |
| Komitet wyborczy                                                       | Komitet wyborczy                                                       | Liczba głosów                                                          | /1                                                                     | /2                                                                     | /3                                                                     | /4                                                                     | /5                                                                     | /6                                                                     | /7                                                                     | /8                                                                     | ...                                                                    | /12                                                                    | Mandaty                                                                | TP                                                                     |
| ---------------------------------------------------------------------- | ---------------------------------------------------------------------- | ---------------------------------------------------------------------- | ---------------------------------------------------------------------- | ---------------------------------------------------------------------- | ---------------------------------------------------------------------- | ---------------------------------------------------------------------- | ---------------------------------------------------------------------- | ---------------------------------------------------------------------- | ---------------------------------------------------------------------- | ---------------------------------------------------------------------- | ---------------------------------------------------------------------- | ---------------------------------------------------------------------- | ---------------------------------------------------------------------- | ---------------------------------------------------------------------- |
|                                                                        | Prawo i Sprawiedliwość                                                 | 147 623                                                                | 147 623                                                                | 72 812                                                                 | 49 208                                                                 | 36 906                                                                 | 29 525                                                                 | 24 604                                                                 | 21 089                                                                 | 18 453                                                                 | ...                                                                    | 12 302                                                                 | 7                                                                      | 5,76                                                                   |
|                                                                        | Platforma Obywatelska RP                                               | 78 314                                                                 | 78 314                                                                 | 39 157                                                                 | 26 105                                                                 | 19 579                                                                 | 15 663                                                                 | 13 052                                                                 | 11 188                                                                 | 9789                                                                   | ...                                                                    | 6526                                                                   | 3                                                                      | 3,05                                                                   |
|                                                                        | KWW Kukiz’15                                                           | 32 973                                                                 | 32 973                                                                 | 16 487                                                                 | 10 991                                                                 | 8243                                                                   | 6595                                                                   | 5496                                                                   | 4710                                                                   | 4122                                                                   | ...                                                                    | 2748                                                                   | 1                                                                      | 1,29                                                                   |
|                                                                        | Polskie Stronnictwo Ludowe                                             | 29 044                                                                 | 29 044                                                                 | 14 522                                                                 | 9681                                                                   | 7261                                                                   | 5809                                                                   | 4841                                                                   | 4149                                                                   | 3631                                                                   | ...                                                                    | 2420                                                                   | 1                                                                      | 1,13                                                                   |
|                                                                        | Nowoczesna Ryszarda Petru                                              | 19 681                                                                 | 19 681                                                                 | 9841                                                                   | 6560                                                                   | 4920                                                                   | 3936                                                                   | 3280                                                                   | 2812                                                                   | 2460                                                                   | ...                                                                    | 1640                                                                   | 0                                                                      | 0,77                                                                   |
| Ogółem                                                                 | Ogółem                                                                 | 307 635                                                                | —                                                                      | —                                                                      | —                                                                      | —                                                                      | —                                                                      | —                                                                      | —                                                                      | —                                                                      | —                                                                      | —                                                                      | 12                                                                     | 12                                                                     |

### Wybory parlamentarne 2019
| Komitet wyborczy                                      | Komitet wyborczy                           | Głosów  | %     | Mandaty | Wybrani posłowie |
| ----------------------------------------------------- | ------------------------------------------ | ------- | ----- | ------- | --- |
|                                                       | Prawo i Sprawiedliwość                     | 229 245 | 49,81 | 7       | Joanna Lichocka, Piotr Polak, Paweł Rychlik, Tomasz Rzymkowski, Tadeusz Woźniak, Marek Matuszewski, Beata Mateusiak-Pielucha |
|                                                       | KKW Koalicja Obywatelska PO .N iPL Zieloni | 94 268  | 20,48 | 3       | Cezary Tomczyk, Dariusz Joński, Agnieszka Hanajczyk                                                                          |
|                                                       | Sojusz Lewicy Demokratycznej               | 55 116  | 11,98 | 1       | Paulina Matysiak |
|                                                       | Polskie Stronnictwo Ludowe                 | 47 373  | 10,29 | 1       | Paweł Bejda |
|                                                       | Konfederacja Wolność i Niepodległość       | 27 054  | 5,88  | –       | |
|                                                       | KWW Koalicja Bezpartyjni i Samorządowcy    | 7183    | 1,56  | –       | |
| Frekwencja: 60,92% Źródło: Państwowa Komisja Wyborcza |                                            |         |       |         | |

Poniższa tabela przedstawia podział mandatów dla komitetów wyborczych na podstawie uzyskanych głosów, a następnie obliczonych ilorazów wyborczych na podstawie metody D’Hondta.
| Podział mandatów dla komitetów wyborczych na podstawie metody D’Hondta | Podział mandatów dla komitetów wyborczych na podstawie metody D’Hondta | Podział mandatów dla komitetów wyborczych na podstawie metody D’Hondta | Podział mandatów dla komitetów wyborczych na podstawie metody D’Hondta | Podział mandatów dla komitetów wyborczych na podstawie metody D’Hondta | Podział mandatów dla komitetów wyborczych na podstawie metody D’Hondta | Podział mandatów dla komitetów wyborczych na podstawie metody D’Hondta | Podział mandatów dla komitetów wyborczych na podstawie metody D’Hondta | Podział mandatów dla komitetów wyborczych na podstawie metody D’Hondta | Podział mandatów dla komitetów wyborczych na podstawie metody D’Hondta | Podział mandatów dla komitetów wyborczych na podstawie metody D’Hondta | Podział mandatów dla komitetów wyborczych na podstawie metody D’Hondta | Podział mandatów dla komitetów wyborczych na podstawie metody D’Hondta | Podział mandatów dla komitetów wyborczych na podstawie metody D’Hondta | Podział mandatów dla komitetów wyborczych na podstawie metody D’Hondta |
| Komitet wyborczy                                                       | Komitet wyborczy                                                       | Liczba głosów                                                          | Iloraz wyborczy                                                        | Iloraz wyborczy                                                        | Iloraz wyborczy                                                        | Iloraz wyborczy                                                        | Iloraz wyborczy                                                        | Iloraz wyborczy                                                        | Iloraz wyborczy                                                        | Iloraz wyborczy                                                        | Iloraz wyborczy                                                        | Iloraz wyborczy                                                        | Mandaty                                                                | TP                                                                     |
| Komitet wyborczy                                                       | Komitet wyborczy                                                       | Liczba głosów                                                          | /1                                                                     | /2                                                                     | /3                                                                     | /4                                                                     | /5                                                                     | /6                                                                     | /7                                                                     | /8                                                                     | ...                                                                    | /12                                                                    | Mandaty                                                                | TP                                                                     |
| ---------------------------------------------------------------------- | ---------------------------------------------------------------------- | ---------------------------------------------------------------------- | ---------------------------------------------------------------------- | ---------------------------------------------------------------------- | ---------------------------------------------------------------------- | ---------------------------------------------------------------------- | ---------------------------------------------------------------------- | ---------------------------------------------------------------------- | ---------------------------------------------------------------------- | ---------------------------------------------------------------------- | ---------------------------------------------------------------------- | ---------------------------------------------------------------------- | ---------------------------------------------------------------------- | ---------------------------------------------------------------------- |
|                                                                        | Prawo i Sprawiedliwość                                                 | 229 245                                                                | 229 245                                                                | 114 623                                                                | 76 415                                                                 | 57 311                                                                 | 45 849                                                                 | 38 208                                                                 | 32 749                                                                 | 28 656                                                                 | ...                                                                    | 19 104                                                                 | 7                                                                      | 6,07                                                                   |
|                                                                        | KKW Koalicja Obywatelska PO .N iPL Zieloni                             | 94 268                                                                 | 94 268                                                                 | 47 134                                                                 | 31 423                                                                 | 23 567                                                                 | 18 854                                                                 | 15 711                                                                 | 13 467                                                                 | 11 784                                                                 | ...                                                                    | 7856                                                                   | 3                                                                      | 2,50                                                                   |
|                                                                        | Sojusz Lewicy Demokratycznej                                           | 55 116                                                                 | 55 116                                                                 | 27 558                                                                 | 18 372                                                                 | 13 779                                                                 | 11 023                                                                 | 9186                                                                   | 7874                                                                   | 6890                                                                   | ...                                                                    | 4593                                                                   | 1                                                                      | 1,46                                                                   |
|                                                                        | Polskie Stronnictwo Ludowe                                             | 47 373                                                                 | 47 373                                                                 | 23 687                                                                 | 15 791                                                                 | 11 843                                                                 | 9475                                                                   | 7896                                                                   | 6768                                                                   | 5922                                                                   | ...                                                                    | 3948                                                                   | 1                                                                      | 1,25                                                                   |
|                                                                        | Konfederacja Wolność i Niepodległość                                   | 27 054                                                                 | 27 054                                                                 | 13 527                                                                 | 9018                                                                   | 6764                                                                   | 5411                                                                   | 4509                                                                   | 3865                                                                   | 3382                                                                   | ...                                                                    | 2255                                                                   | 0                                                                      | 0,72                                                                   |
| Ogółem                                                                 | Ogółem                                                                 | 453 056                                                                | —                                                                      | —                                                                      | —                                                                      | —                                                                      | —                                                                      | —                                                                      | —                                                                      | —                                                                      | —                                                                      | —                                                                      | 12                                                                     | 12                                                                     |

### Wybory parlamentarne 2023
| Komitet wyborczy                                      | Komitet wyborczy                                                           | Głosów  | %     | Mandaty | Wybrani posłowie                                                                                 |
| ----------------------------------------------------- | -------------------------------------------------------------------------- | ------- | ----- | ------- | ------------------------------------------------------------------------------------------------ |
|                                                       | Prawo i Sprawiedliwość                                                     | 221 031 | 41,46 | 6       | Joanna Lichocka, Marcin Przydacz, Paweł Rychlik, Piotr Polak, Tadeusz Woźniak, Marek Matuszewski |
|                                                       | KKW Koalicja Obywatelska PO .N iPL Zieloni                                 | 138 038 | 25,89 | 3       | Cezary Tomczyk, Agnieszka Hanajczyk, Krzysztof Habura                                            |
|                                                       | KKW Trzecia Droga Polska 2050 Szymona Hołowni – Polskie Stronnictwo Ludowe | 77 313  | 14,50 | 2       | Paweł Bejda, Jolanta Zięba-Gzik                                                                  |
|                                                       | Nowa Lewica                                                                | 41 188  | 7,73  | 1       | Paulina Matysiak                                                                                 |
|                                                       | Konfederacja Wolność i Niepodległość                                       | 36 383  | 6,82  | –       |                                                                                                  |
|                                                       | Bezpartyjni Samorządowcy                                                   | 8653    | 1,62  | –       |                                                                                                  |
|                                                       | Polska Jest Jedna                                                          | 7747    | 1,45  | –       |                                                                                                  |
|                                                       | KWW Ruch Dobrobytu i Pokoju                                                | 2775    | 0,52  | –       |                                                                                                  |
| Frekwencja: 74,52% Źródło: Państwowa Komisja Wyborcza |                                                                            |         |       |         |                                                                                                  |

Poniższa tabela przedstawia podział mandatów dla komitetów wyborczych na podstawie uzyskanych głosów, a następnie obliczonych ilorazów wyborczych na podstawie metody D’Hondta.
| Podział mandatów dla komitetów wyborczych na podstawie metody D’Hondta | Podział mandatów dla komitetów wyborczych na podstawie metody D’Hondta     | Podział mandatów dla komitetów wyborczych na podstawie metody D’Hondta | Podział mandatów dla komitetów wyborczych na podstawie metody D’Hondta | Podział mandatów dla komitetów wyborczych na podstawie metody D’Hondta | Podział mandatów dla komitetów wyborczych na podstawie metody D’Hondta | Podział mandatów dla komitetów wyborczych na podstawie metody D’Hondta | Podział mandatów dla komitetów wyborczych na podstawie metody D’Hondta | Podział mandatów dla komitetów wyborczych na podstawie metody D’Hondta | Podział mandatów dla komitetów wyborczych na podstawie metody D’Hondta | Podział mandatów dla komitetów wyborczych na podstawie metody D’Hondta | Podział mandatów dla komitetów wyborczych na podstawie metody D’Hondta | Podział mandatów dla komitetów wyborczych na podstawie metody D’Hondta | Podział mandatów dla komitetów wyborczych na podstawie metody D’Hondta |
| Komitet wyborczy                                                       | Komitet wyborczy                                                           | Liczba głosów                                                          | Iloraz wyborczy                                                        | Iloraz wyborczy                                                        | Iloraz wyborczy                                                        | Iloraz wyborczy                                                        | Iloraz wyborczy                                                        | Iloraz wyborczy                                                        | Iloraz wyborczy                                                        | Iloraz wyborczy                                                        | Iloraz wyborczy                                                        | Mandaty                                                                | TP                                                                     |
| Komitet wyborczy                                                       | Komitet wyborczy                                                           | Liczba głosów                                                          | /1                                                                     | /2                                                                     | /3                                                                     | /4                                                                     | /5                                                                     | /6                                                                     | /7                                                                     | ...                                                                    | /12                                                                    | Mandaty                                                                | TP                                                                     |
| ---------------------------------------------------------------------- | -------------------------------------------------------------------------- | ---------------------------------------------------------------------- | ---------------------------------------------------------------------- | ---------------------------------------------------------------------- | ---------------------------------------------------------------------- | ---------------------------------------------------------------------- | ---------------------------------------------------------------------- | ---------------------------------------------------------------------- | ---------------------------------------------------------------------- | ---------------------------------------------------------------------- | ---------------------------------------------------------------------- | ---------------------------------------------------------------------- | ---------------------------------------------------------------------- |
|                                                                        | Prawo i Sprawiedliwość                                                     | 221 031                                                                | 221 031                                                                | 110 516                                                                | 73 677                                                                 | 55 258                                                                 | 44 206                                                                 | 36 839                                                                 | 31 576                                                                 | ...                                                                    | 18 419                                                                 | 6                                                                      | 5,16                                                                   |
|                                                                        | KKW Koalicja Obywatelska PO .N iPL Zieloni                                 | 138 038                                                                | 138 038                                                                | 69 019                                                                 | 46 013                                                                 | 34 510                                                                 | 27 608                                                                 | 23 006                                                                 | 19 720                                                                 | ...                                                                    | 11 503                                                                 | 3                                                                      | 3,22                                                                   |
|                                                                        | KKW Trzecia Droga Polska 2050 Szymona Hołowni – Polskie Stronnictwo Ludowe | 77 313                                                                 | 77 313                                                                 | 38 657                                                                 | 25 771                                                                 | 19 328                                                                 | 15 463                                                                 | 12 886                                                                 | 11 045                                                                 | ...                                                                    | 6443                                                                   | 2                                                                      | 1,81                                                                   |
|                                                                        | Nowa Lewica                                                                | 41 188                                                                 | 41 188                                                                 | 20 594                                                                 | 13 729                                                                 | 10 297                                                                 | 8238                                                                   | 6865                                                                   | 5884                                                                   | ...                                                                    | 3432                                                                   | 1                                                                      | 0,96                                                                   |
|                                                                        | Konfederacja Wolność i Niepodległość                                       | 36 383                                                                 | 36 383                                                                 | 18 192                                                                 | 12 128                                                                 | 9096                                                                   | 7277                                                                   | 6064                                                                   | 5198                                                                   | ...                                                                    | 3032                                                                   | 0                                                                      | 0,85                                                                   |
| Ogółem                                                                 | Ogółem                                                                     | 513 953                                                                | —                                                                      | —                                                                      | —                                                                      | —                                                                      | —                                                                      | —                                                                      | —                                                                      | —                                                                      | —                                                                      | 12                                                                     | 12                                                                     |